# Abaskun

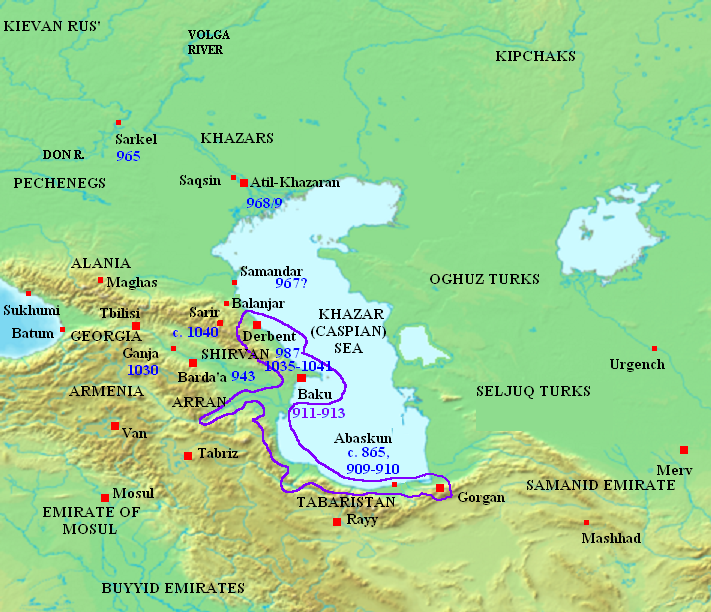
Ungefähre Lage des Ortes am Südufer des Kaspischen Meeres (Angriffe durch die Rus: Jahreszahlen und eingegrenztes Gebiet)

Abaskun war ein mittelalterlicher Hafen. Er befand sich im Südosten des Kaspischen Meeres in der Gegend des nordiranischen Gorgan, die genaue Lage ist allerdings unklar.

## Geschichte
Die Rus überfielen und plünderten den Ort im 9. und 10. Jahrhundert mehrmals. Der Choresmien-Herrscher Muhammad II. (1169–1220) wurde im Meer auf einer Insel nahe der Ortschaft bestattet. In späterer Zeit wurde Abaskun nicht mehr urkundlich erwähnt.

## Sonstiges
Im Batman-Comic US-Detective Comics #1071 (Juni 2023) wird Abaskun neben Atlantis, Aztlán und Alexandria als „verlorene Stadt“ bezeichnet.
In der Computerspielreihe Halo heißt eine bedeutende Stadt Abaskun.